# Sometimes I Feel Like a Motherless Child
A Sometimes I Feel Like a Motherless Child („Néha úgy érzem magam, mint az anyátlan gyermek”) néger spirituálé; dal, amely népzenei forrásból származik, és a rabszolgák érzelmeit fejezi ki, költői formában. A dalt eredetileg Williams E. Darton jegyezte le 1899-ben.

## Történelmi háttere
A dal története visszanyúlik a rabszolgaság korai időszakába. Akkoriban bevett gyakorlat volt az Egyesült Államokban, hogy a gyermekeket elvették a szüleiktől, és eladták, mint egy zsák búzát; azonnal, amint akkorára nőttek, hogy munkára lehetett fogni őket. Ezek a gyerekek fájdalommal gondoltak vissza anyjukra, apjukra, otthonukra, ahonnan elszakították őket. A rabszolgákra vonatkozó törvényeket itt olvashatjuk.
Ismereteink szerint a dalt először a Fisk Jubilee Singers előadásában lehetett hallani 1870 körül.
Mint általában a népdalokat, több változatban is lejegyezték. Ezek listáját a hivatkozásokban találjuk.
A dal tökéletesen adja vissza azt a fájdalmat és szenvedést, azt a reménytelenséget, amelyet a szüleitől elszakított gyermek érez. Van átirat, amelyben a sometimes (néha) szó visszatérően ismétlődik, kifejezve a reményt, hogy talán valamikor nem érzi már többé elhagyottnak magát.
A fájdalmasan ismétlődő szavak metaforikusan hangzanak el. Érthetőek úgy is, hogy az előadó egykori afrikai hazája után vágyakozik. Erre utal az a sor, amely azt mondja: Messze, messze az otthonomtól, amely már mint a mennyek országa jelenik meg a képzeletében.

## Dalszöveg
Melódiája alapjában pentaton, moll hangulattal. Az F-dúr lezárás némi befejezetlenséget, nyugtalanságot kelt a hallgatóban.
Az első ízben lejegyzett szöveg 1899-ből (3/4-es ritmusban):
| O sometimes I feel like a motherless child Sometimes I feel like a motherless child Oh, my Lord, Sometimes I feel like a motherless child Den I gi'down on my knees and pray Pray, gi'down on my knees and pray | Néha úgy érzem magam, mint az anyátlan gyermek Néha úgy érzem magam, mint az anyátlan gyermek Jaj, Istenem! Néha úgy érzem magam, mint az anyátlan gyermek Hát térdre hullok és imádkozom Könyörgöm. Térdre hullok és imádkozom |

| Sometimes I feel like a motherless child Sometimes I feel like a motherless child A long ways from home Come my brother! Come my sister! A long ways from home | Néha úgy érzem magam, mint az anyátlan gyermek Néha úgy érzem magam, mint az anyátlan gyermek Messze, messze az otthonomtól Jöjj, bátyám! Jöjj, nővérem! Messze, messze az otthonomtól |

## Legemlékezetesebb feldolgozásai
- Paul Robeson előadásában eredetileg 1930-ban rögzítették az EMI stúdiójában, és megjelent Songs of Free Men (Szabad emberek dalai, 1997) című albumában is, majd Paul Robeson: The Complete EMI Sessions 1928–1939 (EMI összkiadás, 2008) formában is.
- Marian Anderson (kontraalt)
- Mahalia Jackson
- Harry Belafonte
- The Golden Gate Quartet[5]
- Leontyne Price[6] (szoprán)
- Nána Múszhuri
- Elmer Keeton a Northern California Negro Chorus előadásában rádióműsort készített a Federal Music Project (Szövetségi Zenei Program), Works Progress Administration számára 1942-ben. Ezt később a Szovjetunió Amerika-ellenes propaganda céljaira használta fel a "Black and White" című filmhez, amellyel az amerikai politikát bírálta.
- Louis Armstrong Louis and the Good Book (1958)
- Lou Rawls és a Pilgrim Travelers The Soul Stirring Gospel Sound of the Pilgrim Travelers (1962) című albumában.
- Odetta élő koncertjéből készült film; "Odetta at Carnegie Hall" (1960), amelynek hangfelvételét Pier Paolo Pasolini felhasználta a Máté evangéliuma (1964) című filmjéhez. Odetta 2008-as utolsó turnéján is elénekelte a dalt.
- Simon Sisters népdalénekesek az 1960-as években
- Darlene Love a Gospel Medley első részében Elvis Presley's '68 Comeback Special (1968) című produkcióban
- ""Jimmy Scott"" a The Source (1969) című albumában
- Ike & Tina Turner 1969-es Outta Season albumában
- A Les Humphries Singers a Rock My Soul című albumában 1970-ben, kíséretükben Liz Mitchell
- Richie Havens ennek a dalnak a lírai elemei alapján improvizált a Woodstocki fesztiválon, 1969-ben, amikor a közönség olyan sokszor tapsolta vissza, hogy kifogyott a dalokból.
- Boney M. a Love for Sale című 1977-es albumán.
- Van Morrison a Poetic Champions Compose (1987) és a The Best of Van Morrison Volume Two (1993) címűalbumokban
- Martin L. Gore a Counterfeit e.p. (1989) albumában
- Crime and the City Solution, a Paradise Discotheque (1990) albumában
- harlie Haden és Hank Jones a Steal Away: Spirituals, Hymns, and Folk Songs lemezén
- A The Kelly Family a Honest Workers (1991)[7] produkciójában
- Hootie & the Blowfish, a Cracked Rear View (1994)
- Kevin Eubanks: Live at Bradley’s (1996, Blue Note)
- Prince: élő előadás, koncerteken (1999, 2002, 2004, 2013)
- Tom Jones, (Portishead társaságában): Reload (1999)
- Keesha énekelte az I Can Do Bad All By Myself produkcióban, amelyet Tyler Perry írt (1999)
- Amy Jo Johnson a "Sweetwater: A True Rock Story" című filmben (1999)
- Waterson: Matchbox Selection (2000)
- Aidan Moffat, Lucky Pierre néven operarészlet formájában "Sometimes I feel like a motherless child" és Hypnogogia szólóalbumában 2002-ben.
- John Legend: Solo Sessions Vol. 1: Live at the Knitting Factory (2005) és a Hope for Haiti Now: A Global Benefit for Earthquake Relief telethon (2010).[8]
- Wishbone Ash: Clan Destiny (2006)
- Ghostface Killah: Ironman (album) (1996)
- Wynton Marsalis trombitára komponálva: you see that child... 14-es szám: Traditional Spiritual from Portrait of Wynton Marsalis, SONY Classical, 1989/92
- John Frusciante élő adásból rögzítve: Hollywood Moguls 3/28/97.
- Over the Rhine élő felvétele a Live from Nowhere: Volume Three (2007) számára
- Eric BurdonThe Blue Hour: (2007) című filmben.
- Matthew Perryman Jones: Swallow the Sea (2008)
- Beth Nielsen Chapman a 2008-as compilation album azámára: Song of America
- Loren Connors és Suzanne Langille: 1987–89 (2000)
- John Scofield: Piety Street (2009)
- Arms and Sleepers: "The Motorist" (2009)
- The Wailin' Jennys: "Live At The Mauch Chunk Opera House" (2009)
- Clutch: "Strange Cousins from the West" (2009)
- Mr. Blotto: "Blottopia X" 2009
- Sweet Honey in the Rock: a ...Twenty-Five... (1998) albumában